# Burji (folk)
För andra betydelser, se Burji.
Burji är en afroasiatisk folkgrupp i Kenya, som talar språket med samma namn, Burji. Enligt folkräkningen 2019 utgjordes den av 36 938 personer.
Delar av folkgruppen härstammar från etiopiska byggarbetare som immigrerade till norra Kenya på 1930-talet för att bygga vägar. Men folkgruppen har levt i utspridda över södra Etiopien och nordöstra Kenya i över 400 år. Burjifolket är duktiga jordbrukare, kända för sina kunskaper kring att odla i torra marker.